# Danforth Avenue
Danforth Avenue est une importante artère de la ville de Toronto, en Ontario, au Canada. Elle est baptisée du nom de l'architecte Asa Danforth, à qui on doit également la construction de Queen Street et Kingston Road.
Elle traverse Greektown, le quartier grec de Toronto. Chaque année s'y déroule le festival Taste of the Danforth, qui célèbre durant trois jours la gastronomie et la culture grecque.